# ヨハネス・ドリーシュ
ヨハネス・ドリーシュ（Johannes Driesch、1901年11月21日 - 1930年2月18日）はドイツの画家、グラフィック・デザイナー、陶芸家、書籍の装丁家である。

## 略歴
ドイツ西部の、ノルトライン＝ヴェストファーレン州のクレーフェルトの労働者階級の大家族に生まれた。クレーフェルトの石工の弟子になった後、クレーフェルトの美術学校で3学期間学んだ。ヴァイマルに設立された美術工芸学校、国立バウハウス・ヴァイマルに1919年に入学し、ヨハネス・イッテンやリオネル・ファイニンガーに学んだ。
1920年に工芸家のゲルハルト・マルクス(Gerhard Marcks)やマックス・クレーハン(Max Krehan)が運営するドルンブルク(Dornburg)のバウハウスの陶芸工房に移った。翌年、工芸を学んでいた学生のリディア・フォウカー(Lydia Driesch-Foucar: 1895-1980)と結婚した。夫妻には4人の子供が生まれ、リディアは芸術の仕事を離れて働かなければならなくなった。
1922年には陶芸の仕事を止めて、画家に専念した。デュッセルドルフの美術アカデミーの教授職の取得に失敗した後、1928年にフランクフルト・アム・マインに移り、スタジオを開いたが、2年後に病気で亡くなった。28歳であった。
1935年にドリーシュの作品はナチス政権によって「退廃芸術」に指定され、美術館などから少なくとも18点が没収され、多くが破壊された。作品の一部は1937年にミュンヘンで開催された退廃芸術展に展示された。第二次世界大戦後の1947年にエアフルトで開かれたテューリンゲン州の第1回テューリンゲン美術家展覧会(Landesausstellung Bildender Künstler Thüringens)ではドリーシュを回顧する意味で3点の作品が展示された。

## 作品

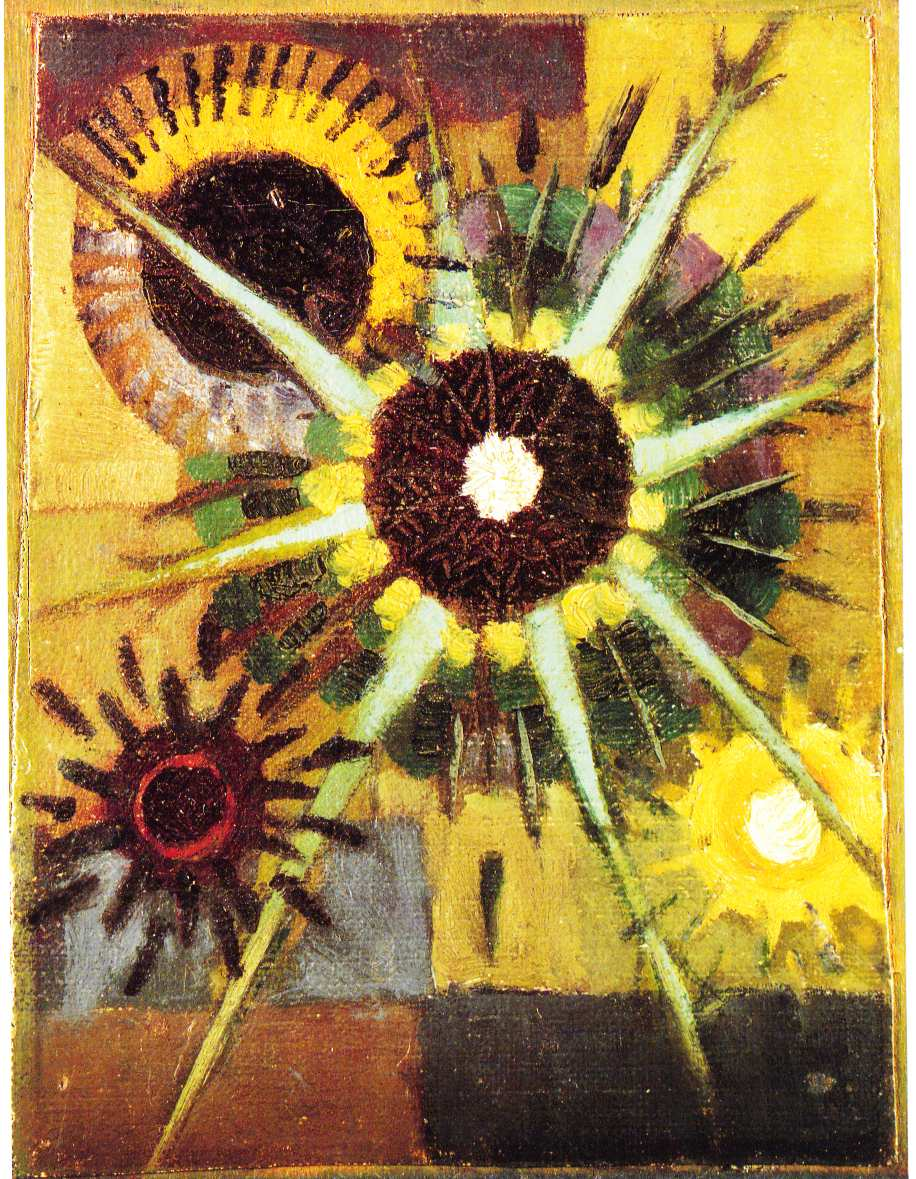
アザミ (1920)
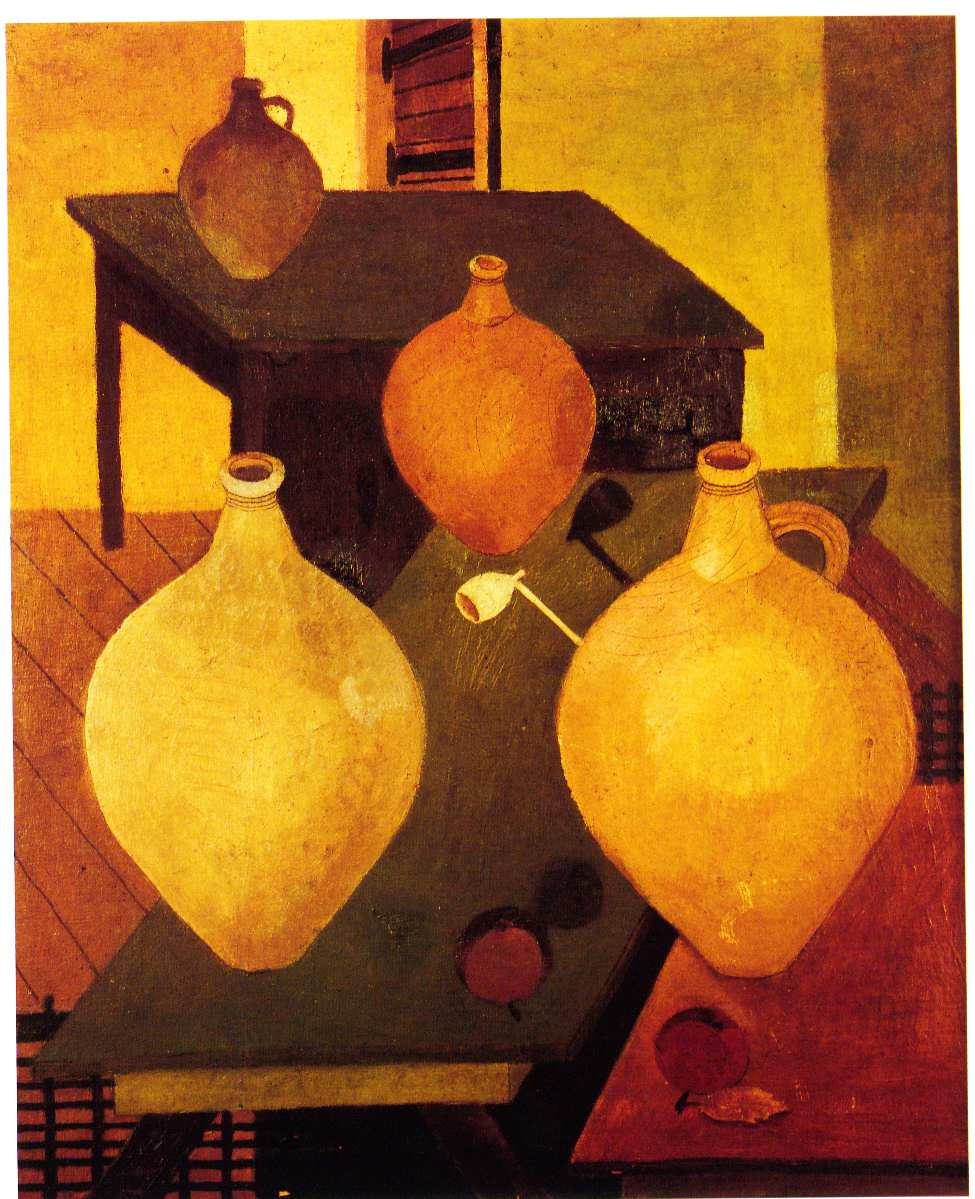
"Topfstillleben" (1920)
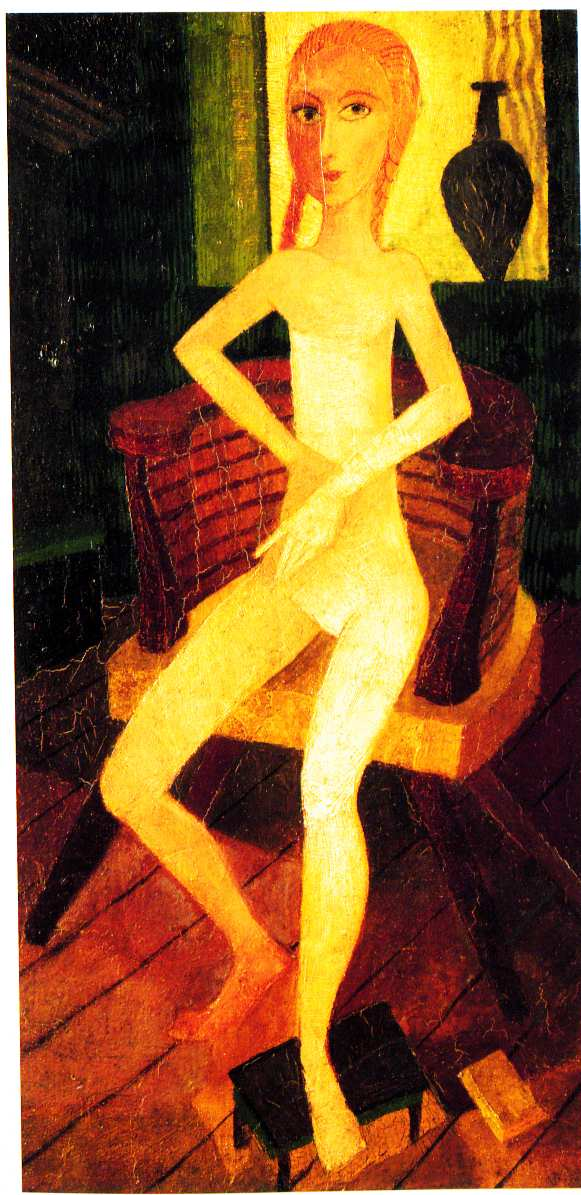
女性像 (1921)
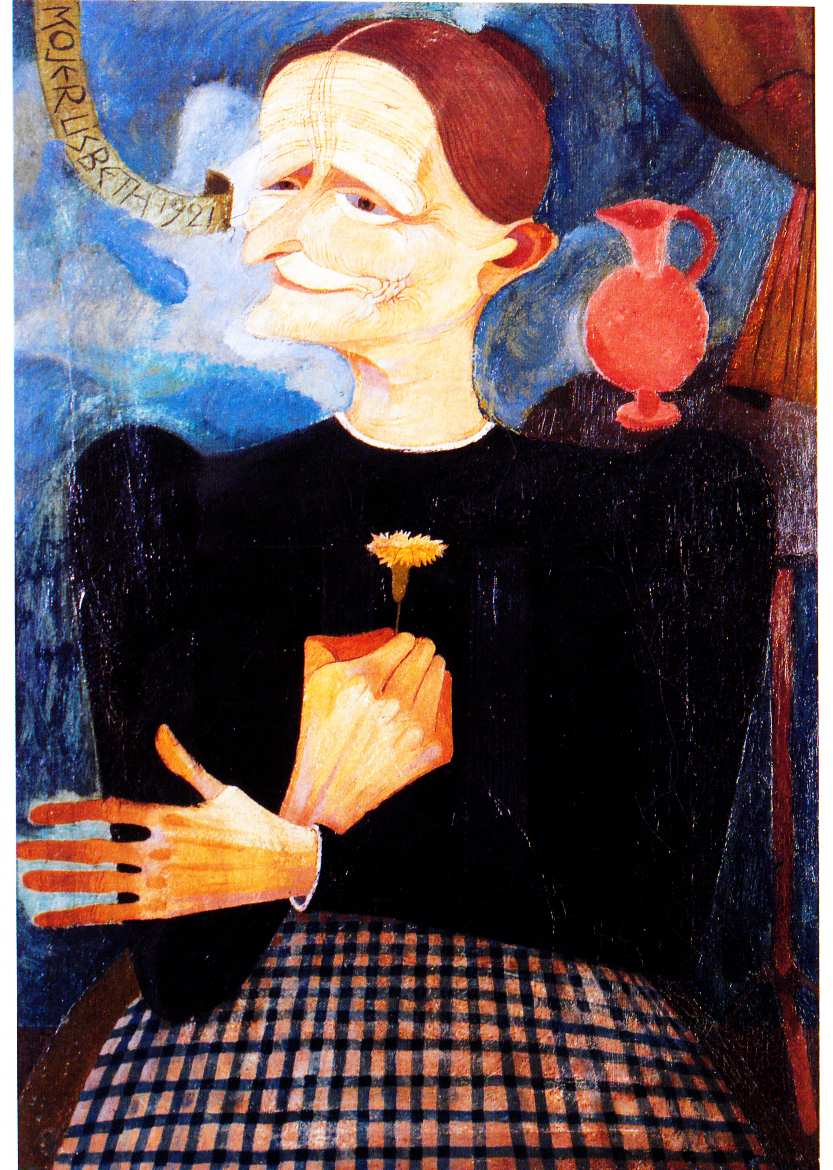
"Mojer Lisbeth"(1921)
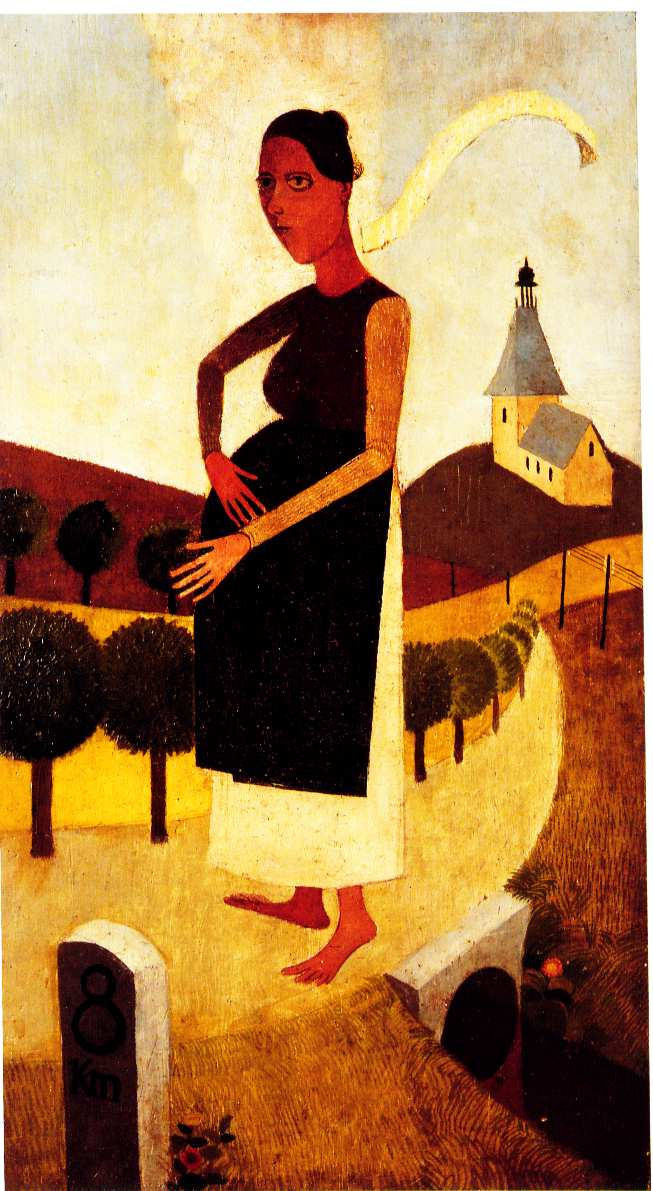
妊娠中の女性 (1921)
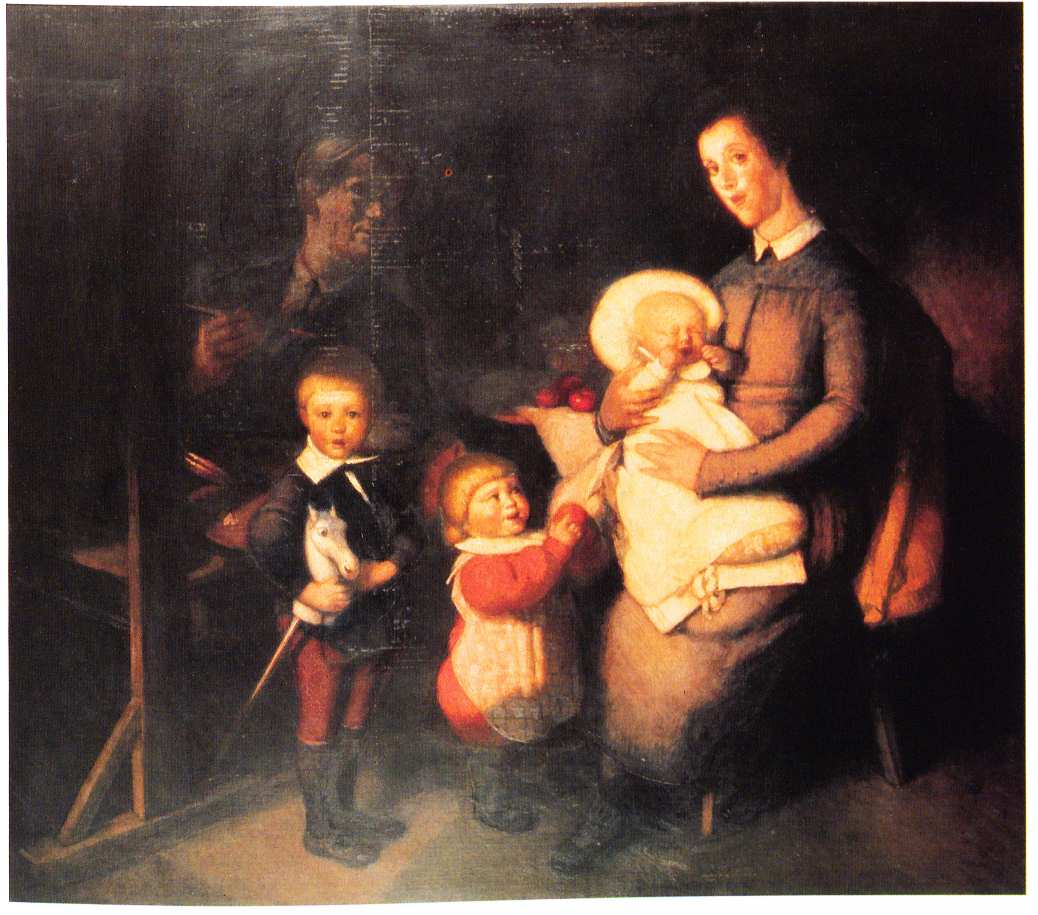
家族の肖像画 (1925)
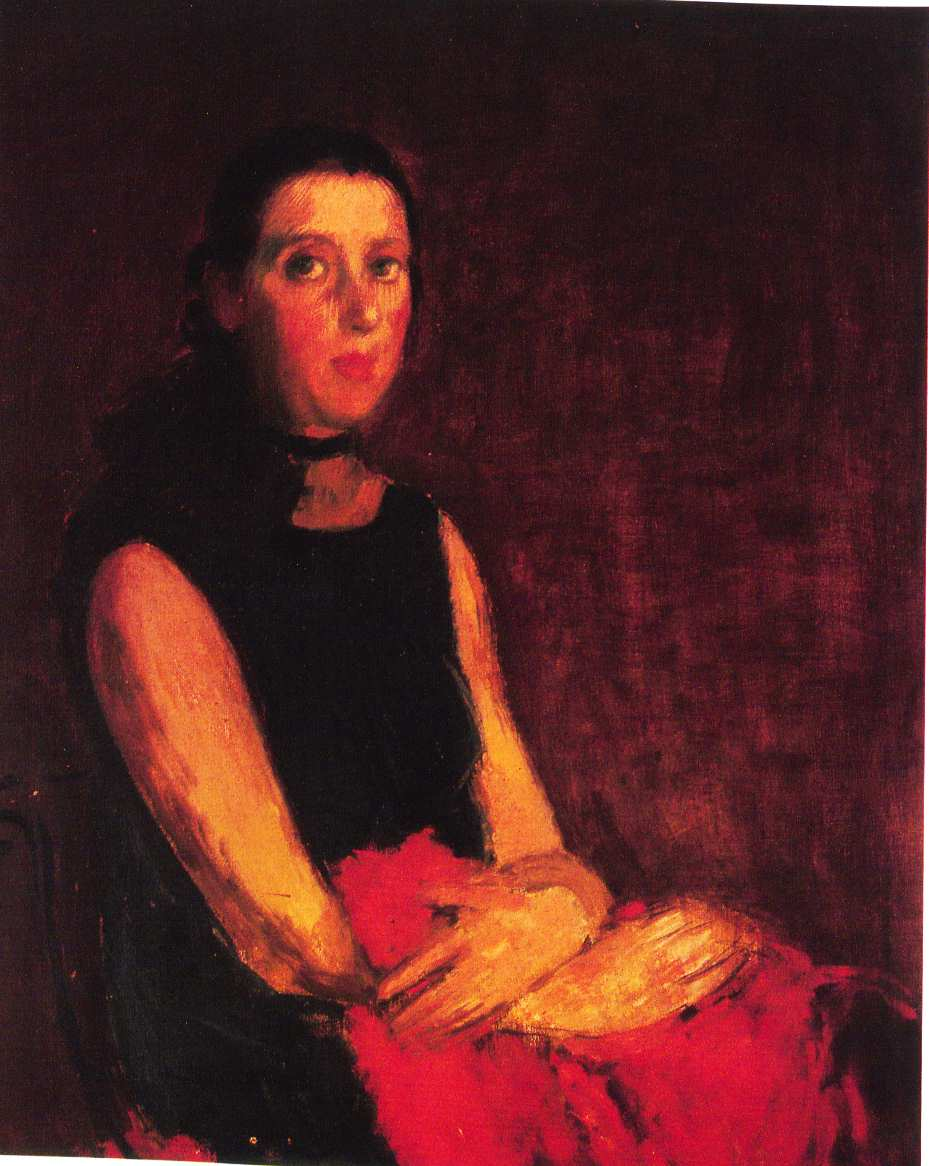
妻の肖像画(1928)
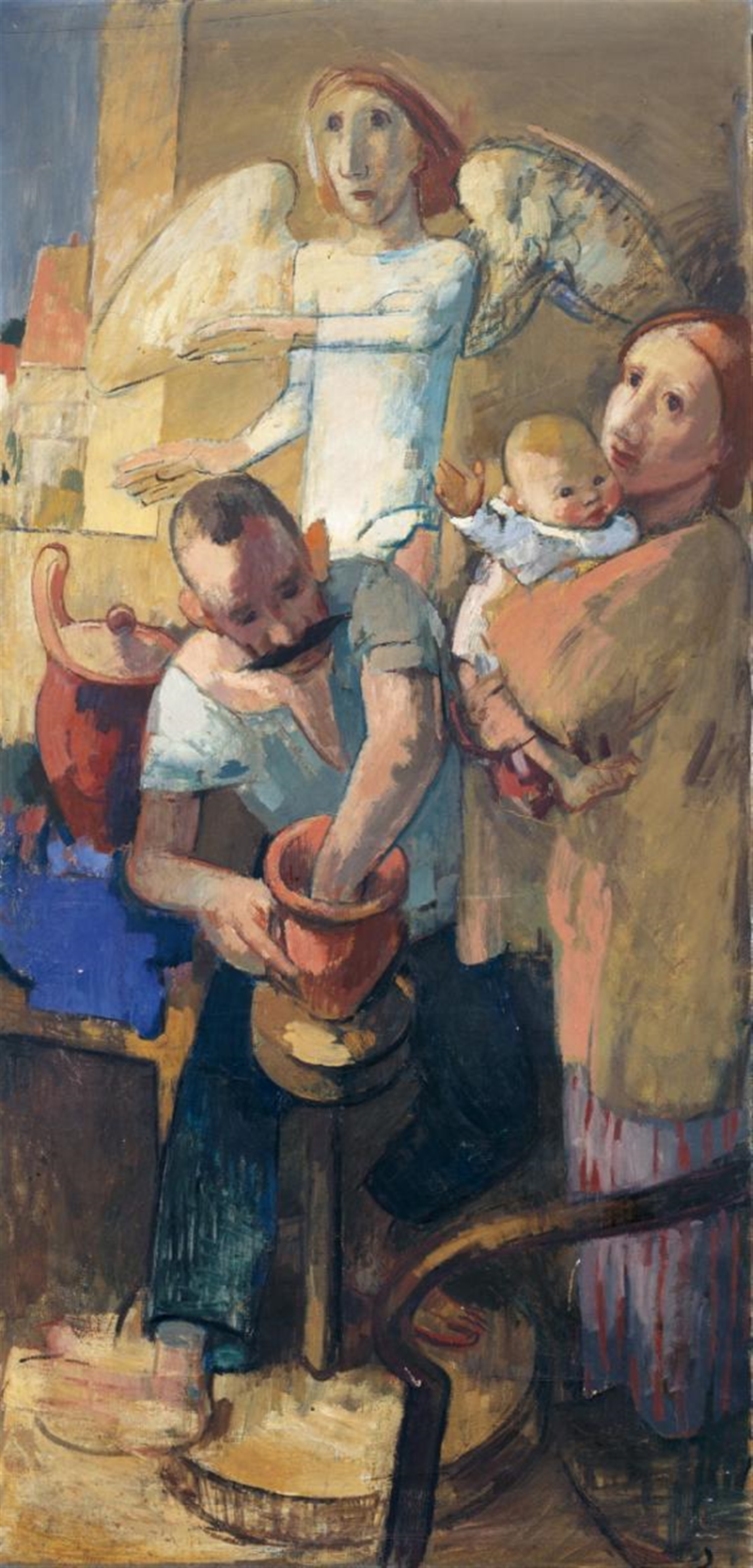
陶芸家と彼の守護天使 (1929)